# Украинская радикальная партия (1904)

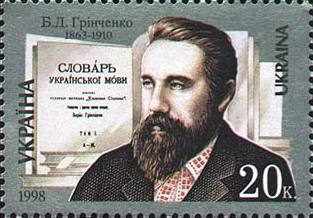
Лидер УРП — Борис Гринченко на почтовой марке Украины, 1998 год

Украинская радикальная партия (УРП) (укр. Українська радикальна партія) — украинская политическая партия либерально-народнического направления. Создана осенью 1904 группой членов левого течения, вышедших из Украинской демократической партии (УДП).
Организаторами и лидерами партии стали Б. Гринченко, С. Ефремов, Модест Левицкий, Ф. Матушевский, Л. Юркевич и др.
Программные требования УДП и Украинской радикальной партии во многих случаях, в частности, по национальному вопросу, совпадали.
УРП выдвигала требования предоставления широкой национально-территориальной автономии Украине, которая должна была стать равноправной частью реформированного федеративного государства; выступала за свободное пользование украинским языком в школах и административных учреждениях Украины и т. п.
Основные программные принципы СРП испытывали значительное влияние социал-демократических идей.
После создания УРП развернула широкую издательскую работу. В 1904—1905 издавала во Львове и Санкт-Петербурге большое количество политических брошюр, в частности: «Почему у нас до сих пор нет хорошего строя?», «Что нам надо?», «Как люди себе права добывают?». В брошюре С. Ярошенко «Как люди себе права добывают?» в подробной и доступной форме изложил программные цели партии — борьба против абсолютизма за землю и волю.
Главным методом борьбы крестьян во время революции партия считала «тихий бунт», «сидячую забастовку», которые, с одной стороны, не спровоцируют полицию и солдат на активные действия, а с другой — обеспечат возможность решения требований бастующих.
После издания Манифеста 17 октября 1905 УРП вместе с другими украинскими партиями взялась за организацию «Просвиты», драматических и музыкальных кружков, обществ украиноведения т.д.
Незначительное влияние партии среди населения и одинаковая оценка событий революции 1905, способствовали сближению позиции УДП и УРП, которые в декабре 1905 вновь объединились в Украинскую демократическо-радикальную партию.